# Мирча Вода (Тулћа)
Мирча Вода (рум. Mircea Vodă) насеље је у Румунији у округу Тулћа у општини Черна. Oпштина се налази на надморској висини од 116 m.

## Становништво
Према подацима из 2002. године у насељу је живело 595 становника, од којих су сви румунске националности.